# Napoléon-Charles Bonaparte (1839-1899)
Napoléon Charles Grégoire Jacques Philippe Bonaparte, 5è príncep de Canino i Musignano (5 de febrer 1839 – 11 de febrer 1899), nasqué a Roma com a fill del príncep Charles Lucien Bonaparte i de la princesa Zénaïde Laetitia Julie Bonaparte.
Napoléon Charles serví a l'Armada Francesa, amb la qual participà en la intervenció francesa a Mèxic i en la guerra francoprussiana; aquesta darrera resultà en la caiguda del Segon Imperi Francès del seu cosí, l'emperador Napoleó III.
Es casà a Roma el 25 de novembre 1859 amb Christine Ruspoli (1842–1907), filla del príncep Giovanni Ruspoli, i tingueren tres filles:
- Princesa Zénaïde Bonaparte (1860–1862)
- Princesa Mary Bonaparte (1870–1947)
- Princesa Eugénie Bonaparte (1872–1949)

Napoléon Charles fou el 5è successor com a príncep de Canino i Musignano el 19 de novembre 1895, quan morí el seu germà, el príncep Lucien. El seu cosí, Roland Bonaparte, el succeí com a 6è príncep però no assumí el títol.